# Neoserica brevicrus
Neoserica brevicrus är en skalbaggsart som beskrevs av Moser 1915. Neoserica brevicrus ingår i släktet Neoserica och familjen Melolonthidae. Inga underarter finns listade i Catalogue of Life.